# Undefined Fantastic Object
Touhou Seirensen ~ Undefined Fantastic Object (яп. 東方星蓮船 ～ Undefined Fantastic Object., То̄хо̄ Сейренсен, досл. «Східний корабель зоряного лотоса 〜 Невизначений Фантастичний Об'єкт») — гра 2009 року в жанрі bullet hell та скрол-шутер, розроблена Team Shanghai Alice. Це дванадцята гра серії Touhou Project. Гра вийшла на 76-ий Comiket 15 серпня, 2009, і роздрібний продаж з 11 вересня, 2009, в доджін крамницях. Undefined Fantastic Object ввела в серію різнобарвні бонуси, що дають гравцеві життя, очки і чарокартки при підборі, ця механіка буде використовується в інших частинах серії.

## Ігролад

Маріса знищує велике НЛО

Undefined Fantastic Object — вертикальний скрол-шутер. Персонаж гравця завжди дивиться вгору, має стріляти в ворогів та ухилятись від їхніх атак, наприкінці кожного рівня відбувається битва з босом. Основним методом атаки гравця є постріл, але він також має доступ до обмеженої кількості чарокарток (або ж бомб), властивості яких залежать від персонажа та типу пострілу, але всі вони очищують екран від куль, надають гравцеві тимчасову невразливість та завдають великої шкоди. На відміну від своїх попередників, Mountain of Faith та Subterranean Animism, чарокартки мають власний лічильник, а не прив'язані до сили гравця.  Undefined Fantastic Object — єдина гра Touhou, в якій гравець не втрачає очки, коли помирає або використовує чарокартку.
У грі представлені три героїні: Рейму, Маріса та Санае, кожна з яких має два типи пострілів, один з яких завдає великої шкоди, а інший має самонавідні снаряди.
Деякі вороги в Undefined Fantastic Object мають різнобарвні НЛО, які кружляють навколо них і ширяють екраном після їхньої смерті. Деякі НЛО мерехтять і змінюють свій колір через кілька секунд, хоча це можна зупинити, якщо гравець знаходиться поблизу них. Коли гравець збирає три НЛО певного кольору, на екрані з'являється велике НЛО, яке потрібно знищити протягом десяти секунд, щоб отримати великий бонус очок або додаткові предмети, залежно від кольору. Червоні НЛО дадуть гравцеві додаткові життя, зелені - додаткові чарокартки, а сині - додаткові очки.  Якщо НЛО не буде знищено протягом відведеного часу, воно зникне, що не дасть гравцеві отримати його предмети.

## Сюжет
По Ґенсокьо поширюються чутки про літаючий корабель, який, ніби шукає щось, що, за чутками, належить Сімом Богам Щастя і навантажене скарбами. 
Героїні зустрічають Мінаміцу Мурасу, капітана корабля, яка пояснює, що НЛО, які вони збирають, — це фрагменти скарбів, що колись були на кораблі, і які використовуються для відродження Бякурен Хіджірі, буддійська черниця, яка хоче місце, де вона та інші йокаї могли б вільно практикувати свою віру.
На екстра рівні Маріса помічає, що в НЛО, ховаються маленькі змії, через те, що Нуе Ходжю з нудьги прикріпила до них насіння невідомої форми.  Однак це суперечить планам Бякурен, тому після її поразки та вирішення інциденту Нуе продовжує ховатися під землею.

## Персонажі

### Героїні
- Рейму Хакурей — міко храму Хакурей. Вона вирушає досліджувати корабель зі скарбами, думаючи, що це  справа рук йокаїв. У неї найменший хітбокс серед інших персонажів.[4]
- Маріса Кірісаме — чарівниця, яка живе в Лісі Чарів. Вона не вірить, що на кораблі є скарби, але досліджує його з цікавості. Вона найшвидша і може легше збирати предмети. [4]
- Санае Кочія — міко храму Морія, за яку вперше можна  грати в Undefined Fantastic Object. Вона досліджує корабель за поради Канако, богині свого храму. Вона єдина не має особливої здібності. [4]

### Боси
- Назрін (ナズーリン): Бос 1-го рівня та мід-бос 5-го рівня. Ватажок мишей та природжена лозоходка, Назрін отримала наказ від Ічірін шукати уламки, що падали з неба, але її лозоходні палиці привели її до людей.
- Коґаса Татара (多々良 小傘): Бос 2-го рівня та мід-бос екстра рівня. Коґаса колись була забутою парасолькою, і тому вона стала каса-обаке. З нудьги та самотності, вона намагається вдосконалити лякання людей.
- Ічірін Кумой (雲居 一輪): Ічірін — бос 3-го рівня, яку супроводжує Ундзан, що теж бере участь у битві. Ічірін, за власним бажанням, є охоронцем корабля в небі. Здається, вона збирає уламки у формі НЛО, щоб оживити Бякурен Хіджірі, свою вчительку, яку вона називає «сестрою».
- Ундзан (雲山): Супутник Ічірін на 3-му рівні. Ундзан — нюдо, з хмар. Він впертий, тихий старець з доброю душею.
- Мінаміцу Мураса (村紗 水蜜): Мураса — бос 4-го рівня, фунаюрей — дух людини, яка впала з судна та втопилася в минулому. Оскільки люди боялися її, їхній страх перетворив її на йокая. Вона пообіцяла врятувати Бякурен, припливши на її кораблі.
- Шьо Торамару (寅丸 星): Шьо — бос 5-го рівня, що втілює удачу як аватар Бішямонтена . Бякурен обрала її, щоб гірські йокаї збирали віру. Коли Бякурен зникла через кілька сотень років, храм був у безладді, і всі її друзі, які були запечатані в пеклі, повернулися. Шьо, не бажаючи тікати чи шкодувати, розповіла Мурасі та іншим, як зняти печать.
- Бякурен Хіджірі (聖 白蓮): Бякурен — бос 6-го рівня. У неї був молодший брат, Мьорен Хіджірі, який навчив її буддійській магії, але він помер. Це змусило Бякурен боятися смерті та змусило її шукати вічну молодість. Однак це вважалося чорною магією, а не буддизмом. Ічірін була її слугою, а Мураса поклялася врятувати Бякурен.
- Нуе Ходжю (封獣 ぬえ): Нуе — бос екстра рівня, яка також з'являється у вигляді кулі світла на 4 та 6 рівнях. Вона — нуе — таємничий йокай, який літає нічним небом. Незважаючи на те, що вона не людина, вона багато разів зазнавала поразки від людей у минулому, але її образи різняться через те, що вона приховує власну зовнішність. Їй просто подобається лякати людей.

## Розробка
Анонс Undefined Fantastic Object відбувся на вебсайті ZUN'а 26 лютого 2009 року,  а повна версія вийшла на Comiket 15 серпня.
Undefined Fantastic Object була випущена у Steam 6 червня 2020 року разом із Mountain of Faith та Subterranean Animism. 

## Критика
Game Rant назвали Undefined Fantastic Object найкращою грою серії Touhou, написавши, що критики високо оцінили її завдяки «добре структурованому ігроладу, деталізованій графіці та пам'ятній музиці». 

## Додатки
1. ↑  Undefined Fantastic Object was sold on the second day of Comiket 76.